# Irská káva

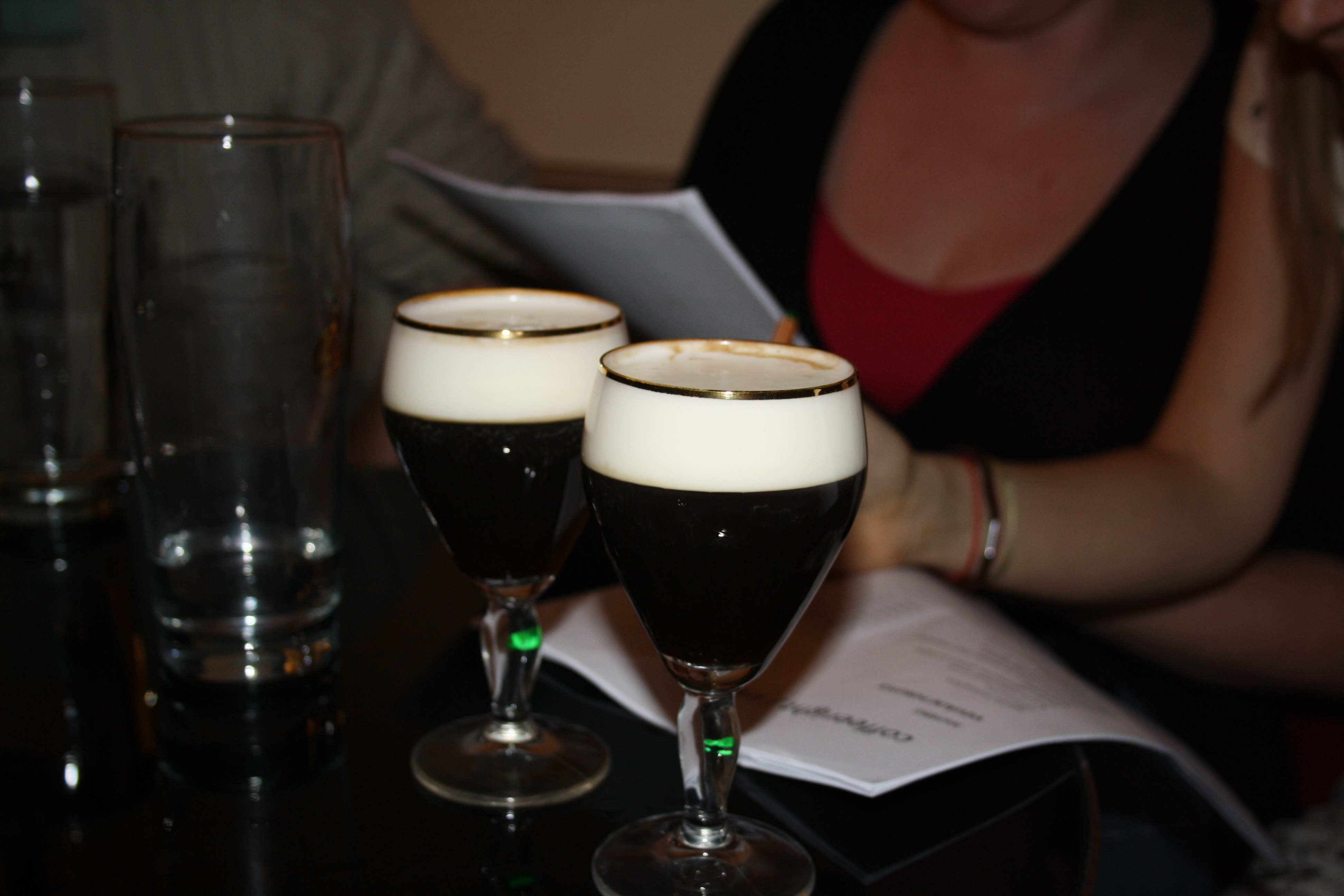
Irská káva

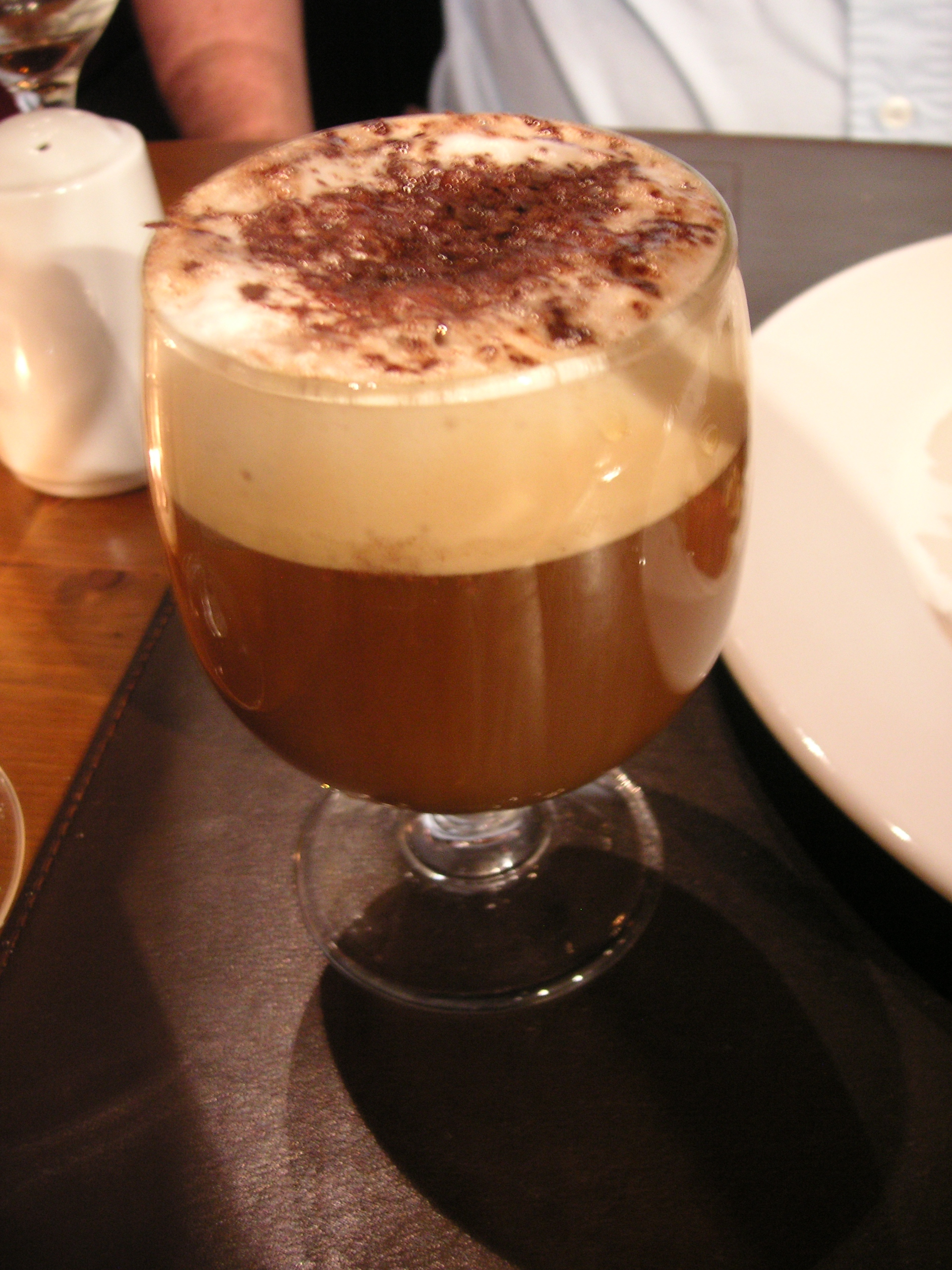
Irskou kávu lze zdobit i posypkou ze skořice

Irská káva je míchaný nápoj z kávy, whisky a cukru se smetanou navrch.
Pro přípravu se používá 10 g jemně mleté kávy, 2 dl vody, 2-3 lžíce irské whisky a smetana ke šlehání podle chuti. Na dochucení cukr, který může být i třtinový.
Národní irský den kávy se slaví 25. ledna. Jedná se o známý alkoholický nápoj s kofeinem.